# برايان دوهرتي
برايان دوهرتي (بالإنجليزية: Brian Doherty)‏ هو مؤرخ وكاتب وصحفي أمريكي، ولد في 1 يونيو 1968 في بروكلين في الولايات المتحدة.